# Pteroidichthys amboinensis
Pteroidichthys amboinensis är en fiskart som beskrevs av Bleeker, 1856. Pteroidichthys amboinensis ingår i släktet Pteroidichthys och familjen Scorpaenidae. Inga underarter finns listade i Catalogue of Life.